# ホンダ・RA099
ホンダRA099は、ホンダ・レーシング・ディベロップメント (HRD) が、1998年に製作したフォーミュラ1カー。2000年からのF1世界選手権参戦を目指して開発されたテストカーである。HRDのテクニカルディレクターであったハーベイ・ポスルスウェイトを中心に設計され、ダラーラが製作を担当した。

## RA099
1998年3月、ホンダのコンストラクターとしてのF1復帰宣言が発表された。この後のテストに向けて製作されたマシンがRA099である。B・A・Rに買収されたティレルから離脱したポスルスウェイトやデンシャムらがイギリスに拠点を設けて、設計とテストを担当。1998年12月に初走行を行い、1999年にかけてテスト走行を重ねた。
シャシーは全体的に太目で、手堅いデザインにまとめられている。フロントノーズはそれほど高く持ち上げられずにコクピット前方から緩やかなラインを描き、フロントウイング上部に至る。当時、エイドリアン・ニューウェイがデザインしたマクラーレンのMP4-13がはじめた低重心なスタイルを踏襲している。フロントサスペンションロアアームはモノコックの下端に装着されている。
エンジンは無限ホンダがジョーダン（ジョーダン・199）に供給しているのと同じ、MF301HDエンジンを搭載した。
カラーリングは、最初にシェイクダウンが行われたイタリアのバイラーノのときはホワイト基調ながら赤色のストライプの入ったものだった。本格的なシェイクダウンであるフィオラノの時にはボディは白一色に変わり、前後ウイング翼端板、リヤウイングのアッパーウイングのフラップ及びサードエレメントだけに赤いカラーだった。その後の1月23 - 25日のヘレステスト以降はマシン全体が白色になり、ホンダロゴが入っているというカラーになった。
このヘレステストは1999年に参戦するF1チームの合同テストに特別参加したものだったが、テストドライブを担当したヨス・フェルスタッペン駆るRA099が3日間にわたってトップタイムをマークした。他のチームからは「規定重量より軽い状態で走っているのでは?」といった声も聞こえるほど好タイムを記録。実際には車重は規定重量以上で、フェルスタッペンは後に「FIAの検査官がわざわざウェイトチェックに来た」が問題なしとなり「もちろん無駄足さ、お生憎様というやつだな」と語っている。またマシンの挙動も「アンダーステア気味なところを除けば、ほとんど文句のつけようがないクルマだった」という。その後も各地でテストを繰り返していたが、4月にポスルスウェイトがテスト走行の現場で体調を崩し、亡くなってしまう。
この出来事からしばらくして、ホンダはコンストラクターとしての参戦をあきらめ、2000年からB・A・Rにエンジン供給と車体開発の協力をすることを決定した。当時のホンダ社長であった吉野浩行は、「技術には興味があるが、チーム運営には（興味は）ない」とのコメントを発表した。
テストで使用されたRA099はその後、ツインリンクもてぎ内のホンダコレクションホールにシャーシナンバー3が展示されており、見学することができる。また、実際にエンジンをかけての走行テストが行われることもある。シャシーナンバー3でわかるように、本マシンはテスト用に1台作った、というものではなく実戦投入を可能とするようなプロジェクトの規模であり、実戦が無いにもかかわらず7台が製造された。またモータースポーツジャーナリストの小倉茂徳は、RA099を作るにあたりホンダからダラーラに供与されたカーボンコンポジット技術により、以後のダラーラ製量産フォーミュラマシンの質が飛躍的に上がった、と述べている。

## スペック

### シャーシ
- シャーシ名 RA099
- シャーシ構造 カーボンファイバー製モノコック
- 全長 4,500mm以下
- 全幅 1,800mm以下
- 全高 950mm以下
- ホイールベース 3,020mm以下
- 前トレッド 1,480mm以下
- 後トレッド 1,400mm以下
- サスペンション 前後プッシュロッド式ダブルウィッシュボーン
- ホイール BBS
- タイヤ ブリヂストン
- ギヤボックス 縦置き6速セミオートマチック
- 車重 605kg以上

### エンジン
- エンジン名 無限MF301HD
- 気筒数・角度 V型10気筒・72度
- 排気量 3,000cc以下
- 最大出力 500kW（約670馬力）以上
- スパークプラグ NGK
- インジェクション エレクトリック・フューエル・インジェクション（ホンダPGM-FI）